# Tunnel Tragberg
Der Tunnel Tragberg ist ein Eisenbahn-Tunnel der Schnellfahrstrecke Nürnberg–Erfurt von 500 m Länge bei Gehren. Die Röhre liegt zwischen den Streckenkilometern 150,743 und 151,243. Sie unterquert den 588 m hohen Großen Tragberg und trägt daher seinen Namen. 
Die Planung und Errichtung des Streckenabschnitts zwischen den Baukilometern 67,2 und 68,2, in dem die Röhre liegt, wurde von der Deutschen Bahn im Mai 2007 europaweit ausgeschrieben. Die zweischalige Röhre ist in Spritzbetonbauweise errichtet worden. Neben dem Tunnel wurden dabei drei Eisenbahn-Überführungen von acht, 13 und 16 Metern Länge errichtet. Die Erdarbeiten hatten einen Umfang von 113.000 m³. Neben einer Deponie wurden Baustraßen von etwa 600 m Länge sowie ein Regenrückhaltebecken von rund 120 m³ Volumen gebaut. Der Tunnelausbruch bestand aus einem Bagger- und Sprengvortrieb von Nord nach Süd. Die Ausbruchsmassen wurden dabei auf einer etwa 300 m vom Südportal entfernten Deponie zwischengelagert. Zusammen mit den Ausbruchsmassen aus den Tunneln Lohmeberg und Brandkopf wurde mit dem Material später der Tagebaurestloch Thiemtal (50° 38′ 48″ N, 10° 56′ 27″ O) verfüllt.

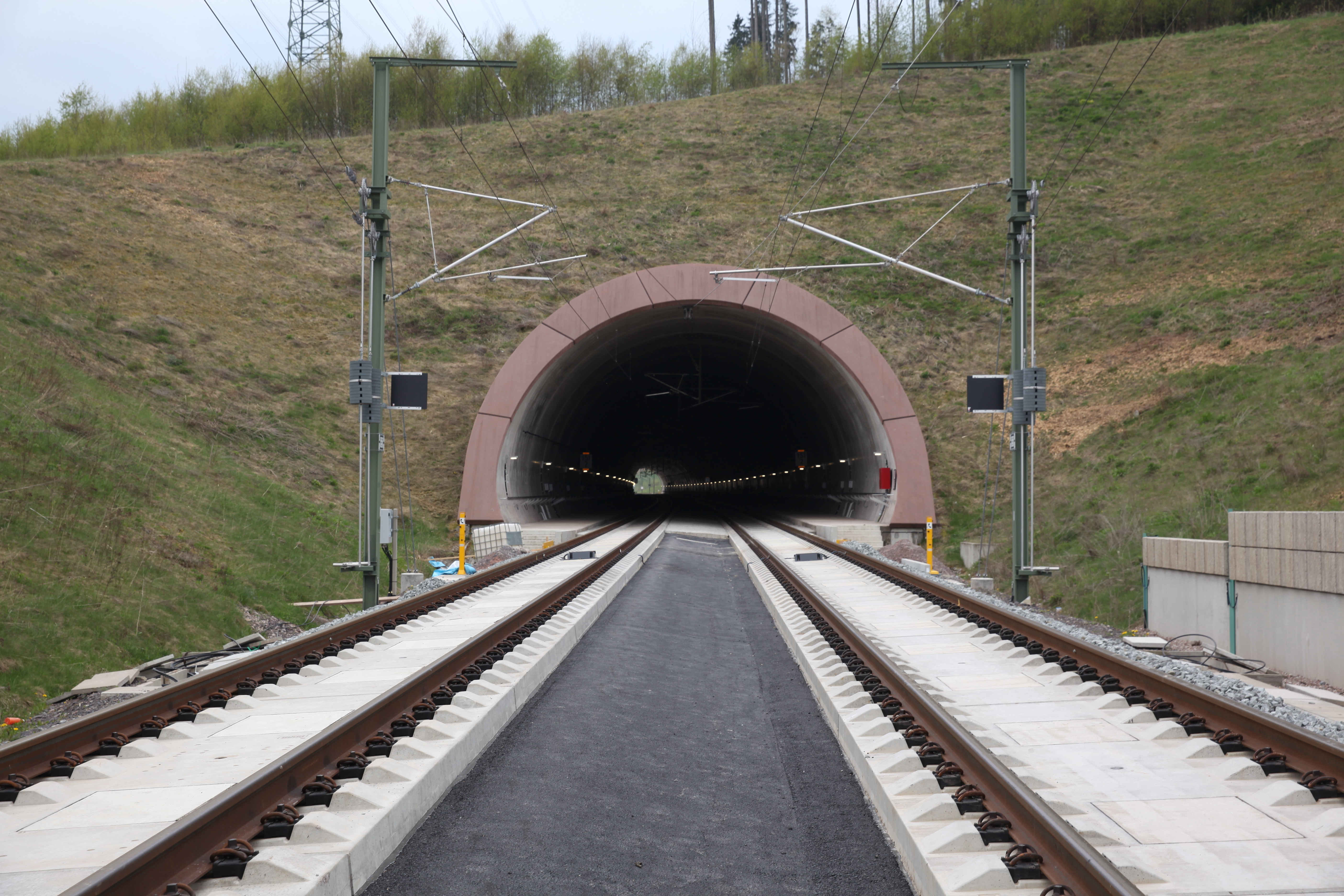
Nordportal (2017)

Die geplante Bauzeit lag zwischen November 2007 und Juli 2009. Im Juli 2008 wurde die Fertigstellung des Rohbaus für September 2009 erwartet. Anfang 2008 lief der Erdbau am Rande des zukünftigen Tunnels. Der Anstich sollte im August 2008 erfolgen, der Vortrieb im März 2009 beendet werden. Im April gleichen Jahres sollte die Betonierung beginnen. Der tatsächliche Anstich erfolgte am 18. November 2008. Die Tunnelpatenschaft hat die Bundestagsabgeordnete Petra Heß übernommen. Nachdem Schallmessungen ergaben, dass Nachts der zulässige Grenzwert überschritten wurde, konnte seit Mitte Januar 2009 nur noch tagsüber gesprengt werden. Am 8. Mai 2009 wurde der Tunnel feierlich durchgeschlagen. Die Arbeiten am Tunnel dauerten bis September 2010. Im Januar 2011 war das Projekt abgeschlossen.
Die Investitionssumme lag bei rund 14 Millionen Euro. Beauftragt wurde ein Thüringer Unternehmen.